# Борушко, Николай Фомич
Николай Фомич Борушко (25 марта 1907, Вильна — 29 мая 2002, Санкт-Петербург) — художник-архитектор, профессор.
Работал в Ленинграде (Санкт-Петербурге) в тридцатых — восьмидесятых годах XX века.
Автор интерьеров государственных учреждений, архитектор монументальных объектов, художник-проектировщик садово-парковой мебели и педагог.

## Время освоения мастерства
Основы профессионального мастерства Николай Борушко получил в знаменитом (в своё время) Витебском художественном училище, основанном Марком Шагалом. Процессом обучения в это время руководил Михаил Керзин.
На память о годах, проведённых в техникуме (как он назывался в двадцатые годы), остался гравированный портрет, созданный преподавателем графики Зиновием Горбовцом. Портрет в 1927 году был опубликован в книге «Гравюра на дереве».
С 1932 по 1938 год Николай Фомич Борушко учится в Институте живописи, скульптуры и архитектуры Академии художеств в Ленинграде.
Основным преподавателем Николая Борушко был ведущий практик советской архитектуры, лауреат Сталинской премии — Лев Владимирович Ру́днев (1885—1956).

## Годы войны
В годы Великой Отечественной войны топограф-разведчик Николай Борушко сражался в 131 Стрелковой Ропшинской Краснознамённой дивизии Ленинградского фронта. По зарисовкам, сделанным Борушко на передовой линии фронта, определяли и уничтожали огневые точки противника.
Награждён Орденом Отечественной войны II степени, медалями «За оборону Ленинграда» и «За отвагу». О подвиге красноармейца Н. Ф. Борушко есть запись в приказе о награждении бойцов Ленинградского фронта.

## Архитектурное проектирование
В послевоенные годы художник-архитектор Н. Ф. Борушко много времени уделяет проектированию интерьеров и декорированной мебели государственных учреждений (это: столы заседаний, кресла, книжные шкафы).
Разрабатывает садово-парковое оборудование.
Участвует во всесоюзных конкурсах на сооружение монументов. В частности: в 1968 году им создан Обелиск «Славы Ленинского Комсомола» в городе Чебаркуль, соавторы: скульптор В. И. Сычёв и архитектор Б. Н. Журавлёв.
В шестидесятые годы в периодической печати часто появлялись заметки художника-архитектора Борушко об организации жилого пространства («Несколько слов о мебели» и другие).

## Педагогическая деятельность
Николай Фомич Борушко вёл курс композиции в ЛВХПУ имени В. И. Мухиной.
Здесь он работал с первых дней воссоздания художественного института, вместе с такими известными ленинградскими архитекторами и художниками, как О. Л. Лялин, В. Д. Кирхоглани, М. А. Шепилевский, И. А. Вакс, Л. Н. Линдрот, Л. С. Катонин, Я. Н. Лукин, В. С. Васильковский; вместе с историками искусства: Мариэттой Гизе и Петром Корниловым.
Ученики профессора Борушко — известные российские художники, дизайнеры-проектировщики и архитекторы:
- Олег Арнольд — руководитель Первого Бюро судовой архитектуры, создавал дизайн и проектировал интерьеры первого в мире Атомного ледокола «Ленин»[10];
- Данилов, Виктор Анатольевич (1946—2010) — советский, российский живописец, скульптор и дизайнер один из создателей творческого объединения «Шувалово-Озерки»[11].
- Владимир Лукьянов — автор Обелиска «Городу-герою Ленинграду», архитектор первых мобильных комплексов для районов Арктики, Сибири и Крайнего Севера[12];
- Вячеслав Михайленко — художник-иконописец, хорошо известный в России и на протяжении многих лет обучающий этому искусству в стране и за рубежом[13];
- Валентин Ситкин — дизайнер крупнейших в мире плавучих баз, таких как «Восток»[14];
- Владимир Ховралёв — главный художник Санкт-Петербургского Большого Театра Кукол, Заслуженный деятель искусств Российской Федерации[15].